# Bój pod Kliczewem

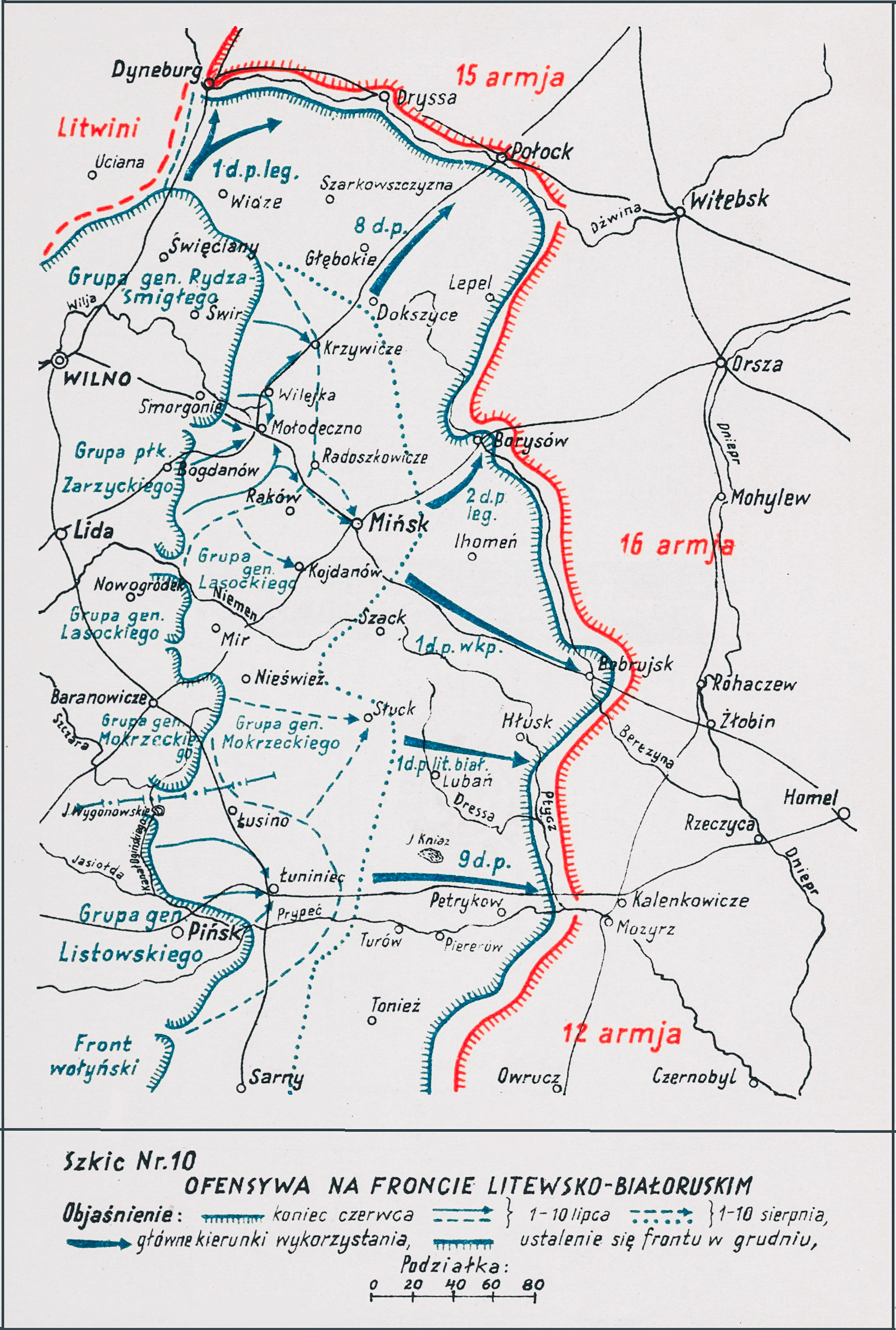
Adam Przybylski,
Wojna Polska 1918–1921

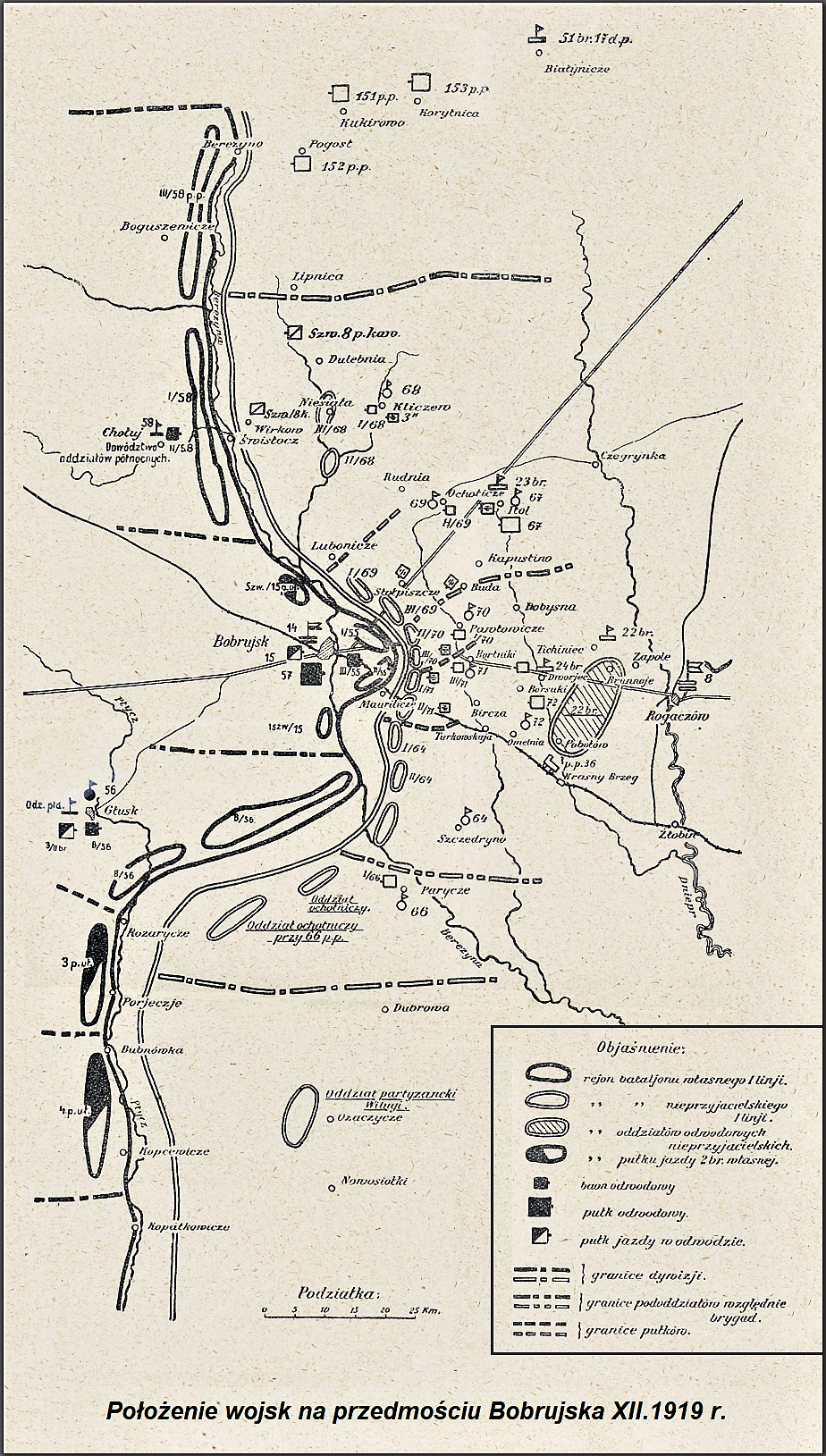
Gustaw Paszkiewicz,
Wypad na Kliczew 12.XII.1919

Bój pod Kliczewem – walki polskiego 1 pułku strzelców wielkopolskich ppłk. Gustawa Paszkiewicza z oddziałami sowieckiej 8 Dywizji Strzelców Władimira Smirnowa toczone w pierwszym roku wojny polsko-bolszewickiej.

## Geneza
W drugiej połowie lipca 1919 Naczelne Dowództwie WP zakończyło prace nad planem szeroko zakrojonej operacji zaczepnej, której celem było opanowanie Mińska, Borysowa, Bobrujska i oparcie frontu o linię rzek Dźwiny i Berezyny.
W rozkazie operacyjnym Frontu Litewsko-Białoruskiego z 3 sierpnia 1919 przewidziano, że Grupa Wielkopolska gen. Konarzewskiego miała nacierać od południowego zachodu, a jednocześnie 1 pułk Ułanów Wielkopolskich miał wyjść na tyły Mińska i przeciąć drogę oraz linię kolejową Mińsk-Borysów.
Po zajęciu Mińska zaistniała możliwość kontynuowania przez wojska Frontu Litewsko-Białoruskiego działań zaczepnych aż do linii rzeki Berezyny. Gdy czołowe elementy Grupy Wielkopolskiej osiągnęły 24 sierpnia rejon Osipowicz, gen. Stanisław Szeptycki wydał rozkaz opanowania Bobrujska. W czasie walk o Bobrujsk kombinowana Grupa Wielkopolska wyparła z miasta oddziały 8 Dywizji Strzelców i opanowała przyczółek na wschodnim brzegu Berezyny.
W połowie września w rejon Bobrujska przybyły pozostałe oddziały 1 Dywizji Strzelców Wielkopolskich. Przyczółek stał się doskonałą bazą dla wypadów organizowanych na tyły wojsk sowieckich.

## Walczące wojska
| Jednostka                       | Dowódca                 | Podporządkowanie           |
| Wojsko Polskie                  |                         |                            |
| 1 pułk strzelców wielkopolskich | ppłk Gustaw Paszkiewicz | 1 Dywizja Strzelców Wlkp.  |
| ⇒ 4 kompania ckm                |                         | grupa por. Zajączkowskiego |
| ⇒ I/1 pułku strzelców           |                         |                            |
| → 2 kompania                    | ppor. Feliks Zieliński  | odwód                      |
| ⇒ II/1 pułku strzelców          |                         |                            |
| → 8 kompania                    |                         | odwód                      |
| ⇒ III/1 pułku strzelców         | por. Franciszek Rataj   |                            |
| → 9 kompania                    |                         | grupa por. Zajączkowskiego |
| → 10 kompania                   |                         | grupa por. Zajączkowskiego |
| → 11 kompania                   |                         | grupa por. Rataja          |
| → 12 kompania                   |                         | grupa por. Rataja          |
| → 3 kompania ckm                |                         | grupa por. Rataja          |
| 1 pułk ułanów wielkopolskich    |                         |                            |
| → 4 szwadron z plutonem km      | por. Janusz Czarnecki   | oddział osłony             |
| Armia Czerwona                  |                         |                            |
| ⇒ 8 Dywizja Strzelców           | Władimir Smirnow        | 15 Armia                   |
| → 68 pułk strzelców             |                         | 23 Brygada Strzelców       |

## Walki pod Kliczewem

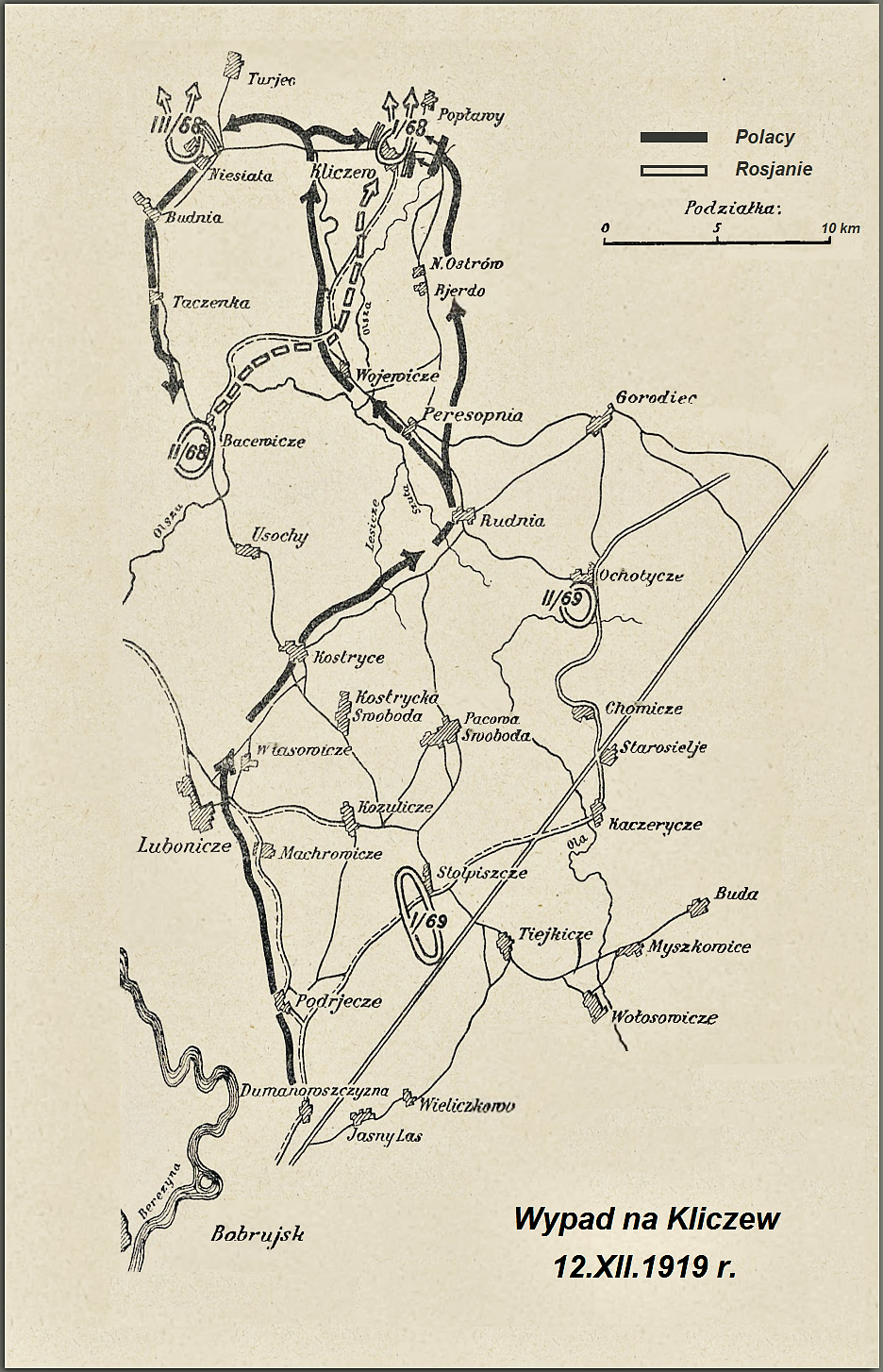
Gustaw Paszkiewicz,
Wypad na Kliczew 12.XII.1919

Aby przeszkodzić nieprzyjacielowi w przygotowaniach do uderzenia na Bobrujsk, oddziały polskie zajmujące przyczółek na wschodnim brzegu Berezyny dokonywały wielu wypadów na jego tyły. 
W grudniu 1919 rozpoznanie ustaliło, że w oddalonym o około 50 km od Bobrujska Kliczewie kwateruje sztab sowieckiego  68 „żelaznego” pułku strzelców, batalion piechoty i bateria artylerii, a w odległej o kilka kilometrów od Kliczewa wsi Niesieta stoi inny batalion tego pułku. Pułk ten przygotowywał się do wypadu na Świsłocz, broniony przez pododdziały 4 pułku strzelców wielkopolskich, i do wysadzenia mostów na linii kolejowej łączącej Bobrujsk z Mińskiem. Uspokojone dużą odległością od linii frontu dowództwo 68 pułku strzelców nie przejawiało zbytniej czujności.
Dowództwo polskiej 1 Dywizji Strzelców Wielkopolskich gen. Daniela Konarzewskiego postanowiło uprzedzić przeciwnika i zorganizować wypad na Kilczew siłami 1 pułku strzelców wielkopolskich ppłk. Gustawa Paszkiewicza. Dowódca pułku do grupy wypadowej wyznaczył sześć kompanii piechoty, dwie kompanie ckm-ów i osobiście objął dowództwo nad grupą. Lewe skrzydło oddziału ubezpieczać miał 4 szwadron 1 pułku ułanów wielkopolskich z plutonem karabinów maszynowych.
Oddział wypadowy wyruszył 12 grudnia przed świtem. Pod osłoną mroku kolumna przekroczyła linię frontu i posuwając się bocznymi drogami doszła do skrzyżowania drogi Kliczew – Niesieta z drogą Wojewicze – Turzec. Stąd grupa boczna: 11 i 12 kompania oraz 3 kompania ckm, pod ogólnym dowództwem por. Franciszka Rataja, skierowała się na Niesietę. Po opanowaniu wioski grupa miała wysłać patrol na Kliczew, nawiązać łączność z siłami głównymi, a po rozpoczęciu odwrotu przejąć zadanie osłony. 
Kolumna główna, prowadzona przez por. Mieczysława Zajączkowskiego, w składzie 2, 8, 9 i 10 kompania oraz 4 kompania ckm, nad ranem 13 grudnia podeszła pod Kliczew. Jedna kompania obeszła miasteczko od północy, a pozostałe rozwinęły się do natarcia od zachodu i południa. Po zlikwidowaniu ubezpieczeń, około 7.00 uderzono na miasto. Po ciężkich walkach z sowiecką piechotą, wspartą baterią artylerii, zdobyto Kliczew, a przeciwnik próbował wycofywać się przez zamarzniętą Olsę. Jednak lód załamał się i kilkudziesięciu czerwonoarmistów utonęło. Szturm przypłacił życiem dowódca grupy atakującej por. Zajączkowski. Już około 8.00 od północy i wschodu polskie pozycje zaatakował batalion 68 pułku strzelców kwaterujący w pobliskich Bacewiczach. Natarcie zostało zatrzymane ogniem karabinów maszynowych, a kontratak „na bagnety” polskich 2 i 9 kompanii zmusił nieprzyjaciela do odwrotu. 
W tym czasie grupa por. Rataja, nie napotkawszy nieprzyjaciela, opanowała bez walki Niesietę. O 9.00 dowodzący wypadem ppłk Paszkiewicz wydał rozkaz odwrotu. Nie niepokojeni przez Sowietów Polacy wycofali się z miasteczka. Z uwagi na odwilż i błoto na drogach, powrót okazał się nad wyraz uciążliwy. Na przebycie pierwszych piętnastu kilometrów stracono około dwunastu godzin, a piechurzy wielokrotnie musieli wspierać zaprzęgi konne przy zdobycznych armatach.

## Bilans walk
14 grudnia w godzinach popołudniowych grupa ppłk. Gustawa Paszkiewicza wróciła do Bobrujska. Przy minimalnych stratach własnych – dwóch poległych i trzech rannych - Polacy wzięli 65 jeńców, zdobyli 2 działa, 3 jaszcze, 27 koni, 30 wozów, 2 kuchnie polowe i 4 ckm-y. Rozbito sztab 68 pułku strzelców, a straty sowieckie oszacowano na około 250 ludzi.
Dowódca Frontu Litewsko-Białoruskiego gen. Stanisław Szeptycki tak ocenił działania wielkopolskich żołnierzy: :

Żołnierze Wielkopolscy! 
 Wasz sławny 1 pułk strzelców Wielkopolskich ze szwadronem bitnych ułanów pod d-twem podpułkownika Paszkiewicza zdobył sobie jeszcze jeden wawrzyn chwały pod Kliczewem. Inicjatywną swoją, męstwem i brawura podczas wypadu rozbił przeważające siły, które w popłochu cofnąć się musiały. Niestety, podczas tej akcji zginął por. Zajączkowski, adjutant pułku, który dotarł pierwszy w tym wspaniałym ataku do baterii nieprzyjacielskiej, oddając w nasze ręce dwa działa. Pułk stracił jednostkę, piękną charakterem, wzniosłą swym duchem rycerskim, Ojczyzna przykładnego i oddanego sobie syna. Nieodżałowanej Jego pamięci – cześć. Pułkowi za odwagę, dzielność – sława, za utratę kochanego oficera – współczucie.
(–) Szeptycki, gen. i d-ca.